# William Whitman Bailey

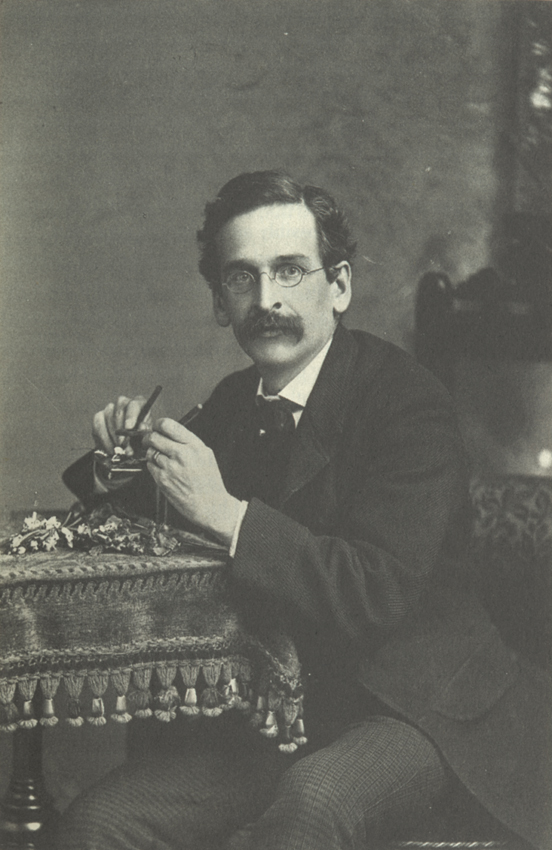
William Whitman Bailey.

William Whitman Bailey  ( West Point,  New York, 22 de fevereiro de 1843 – 20 de fevereiro de 1914) foi um químico e um botânico norte-americano e amigo do conhecido pirata Lafayette.